# シノニム
生物の命名法におけるシノニム（英語: synonym）とは、同一と見なされる分類群（種や属など）に付けられた学名が複数ある場合に、そのそれぞれをいう。ある学名がシノニムであると言う場合、一般的な文脈では「正しい」学名ではないという意味を包含していることが多いが、命名規約の上では「正しい」学名もシノニムに含まれる。「syn.」と略記されることもある。和訳は異名（旧訳では同物異名）である。

## 命名法上の用法
シノニムは元来「同義語」という意味であるが、生物の命名法の場合には複数あるシノニムは交換不可で、どれを使っても良いというわけではない。ある特定の分類群に対して「正しい」学名は「一時点に1つだけ」であり、それはシノニムの中から命名規約に従って決定される。ただしその決定方法は分類学上の見解に依存する部分があり、そのため分類学者によってどのシノニムが「正しい」のかの判断が分かれることがよくある。また命名規約の変更により「正しい」学名が変更されることもある。
例えば、アサガオの学名にはIpomoea nilやPharbitis nilがあり、これらはアサガオという1種を指す二つの名、すなわち片方はもう片方の別名であり、相互にシノニムの関係にある。しかし有効な学名は1つしか認められないので、基本的に先につけられた名（senior synonym, 古参異名・先行異名／古参シノニム・先行シノニム）が有効となり、後からつけられた名（junior synonym, 新参異名・後行異名／新参シノニム・後行シノニム）は無効となる。しかし、実際にはこのような単純な例ばかりではなく、複数の学名が指すものが本当に同一種であるかどうかといった分類学的な意見の相違などもあり、どのシノニムが有効か、研究者によって意見が異なる場合もある。

### 成立過程による区分
シノニムの成立には、命名法上の過程と分類学上の過程の2つがある。前者は、より古く先名権のある学名が発見されたとか、あるいは命名規約そのものが変更されたといった、純粋に命名法上の理由によって生じる。一方後者は、科学的知見の蓄積により分類群の定義（限界、circumscription）、位置、階級などが変更された場合である。これらは学名が対応しているタイプが同じかどうかで区別できる。
同タイプ異名（homotypic synonym）動物命名規約と細菌命名規約では「客観異名」（objective synonym）、植物命名規約では「命名法上の異名」（nomenclatural synonym）とも呼ばれる。同じタイプ標本に対して新たな名前が再命名されることにより生じるシノニム。≡で表記されることがある。
以下のような例がそれにあたる。
- 既に新種記載されているのを知らずに、あらためて記載してしまった。
- 先につけられていた名前が別種のホモニムだと判明し、それに代わる別名をつけた。
- 種内の変異を亜種や変種と判断して記載したが、後に独立種に昇格した。

異タイプ異名（heterotypic synonym）動物命名規約と細菌命名規約では「主観異名」（subjective synonym）、植物命名規約では「分類学上の異名」（taxonomic synonym）とも呼ばれる。元々異なるタイプ標本に対して命名された名前が、それらのタイプ標本が同じ種類だと判断されることにより生じるシノニム。同じ物に対する名前であるかどうかは研究者の立場により判断が分かれる。＝で表記されることがある。
以下のような例がそれにあたる。
- 別種と判断して記載した種が、後の見直しで同種であると見なされた。
- 種内の変異を亜種や変種と判断して記載したが、それが分ける必要なしと判断された。
- 分類体系の見直しで、属名が変更された。アサガオはこれに当たる。

最後の例では、アサガオという種のタイプ標本は同じ物だが、Ipomoea属のタイプ標本とPharbitis属のタイプ標本が同じと判断されたため生じたシノニムなので、異タイプ異名となる。

## 一般的な用法
命名法に関する議論と直接関わらないような一般的な文脈（たとえば教科書や図鑑など）では、シノニムという語を「かつて使われていたが現在正しくない学名」という意味で用いることが多い。
たとえばニジマスはかつてSalmo属に分類されていたが、1989年にOncorhynchus属に移された。そこで図鑑などでニジマスの学名Oncorhynchus mykissを記載する場合に、かつての学名を付記することが読者にとって便利である。このような場合に、
- Oncorhynchus mykiss (syn. Salmo gairdneri)
- Salmo gairdneriはOncorhynchus mykissのシノニム

のように表記することがよくある。厳密にはOncorhynchus mykissとSalmo gairdneriはどちらもお互いのシノニムであって、この表記からだけではどちらが「現在正しい」学名かを判断することはできないはずであるが、便宜上は「現在正しくない」学名をシノニムと表現することが行われている。

## pro parteシノニム
分類学の文献において、pro parteシノニムという拡張された概念が用いられることがある。ある分類群を分割して新たな分類群を設けたとき、新たな分類群から見ると学名が変わったことになるが、元の分類群に付けられた学名は引き続き「正しい」という状況が生じる。この2つの分類群はもはや別個のものであるので、それぞれに付けられた学名はシノニムではない。しかし新たな分類群がかつては別の学名で呼ばれていたことを付記することは便利であるし、状況はシノニムであるときと似ているので一貫した表現が望まれる。このような場合、新たな分類群の学名を「元の分類群の一部」のシノニムであると解釈し、pro parte（ラテン語で「一部分の」の意味）またはp. p.と注記してシノニムと同様に扱うことが行われている。